# Општина Микасаса (Сибињ)
Микасаса (рум. Micăsasa) општина је у Румунији у округу Сибињ.
Oпштина се налази на надморској висини од 363 m.